# Amasya (provins)

Karta över Turkiet med Amasya markerat.

Amasya är en provins i norra Turkiet. Den har totalt 339 529 invånare (2023) och en areal på 5 690 km². Provinshuvudstad är Amasya.